# قلعه کاگوشیما
قلعه کاگوشیما (به ژاپنی: 鹿児島城 kagoshima jō) یا قلعه تسورومارو یک قلعه ژاپنی است که در شهر کاگوشیما در استان کاگوشیما در ژاپن قرار دارد.